# Neustadt an der Waldnaab

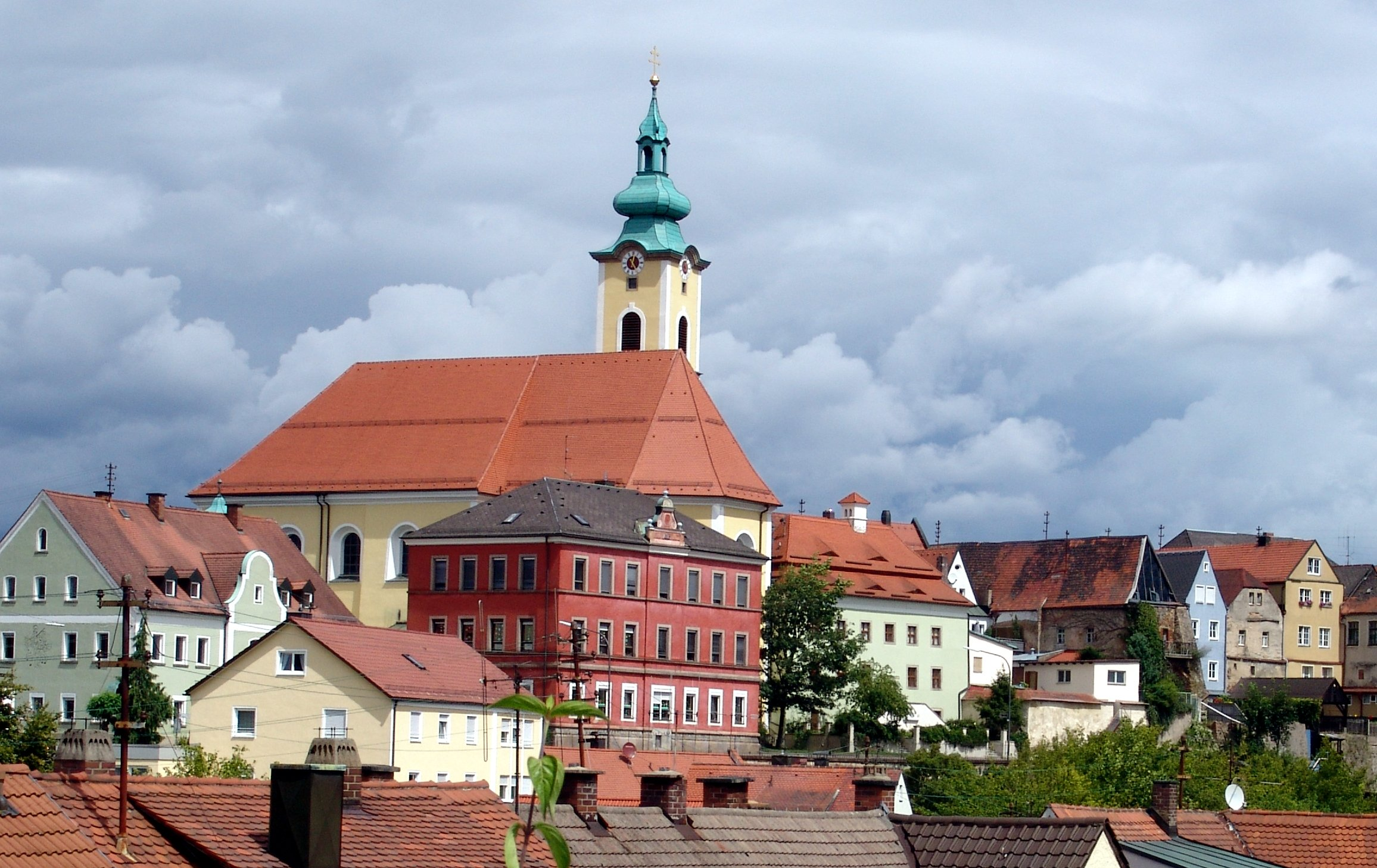
Neustadt an der Waldnaab

Neustadt an der Waldnaab este un oraș din districtul  Neustadt an der Waldnaab, regiunea administrativă Palatinatul Superior, landul Bavaria, Germania.